# Arothron mappa
Cá nóc gai bản đồ, tên khoa học Arothron mappa, là một loài cá nóc gai trong chi Arothron được tìm thấy ở các ám tiêu khắp Thái Bình Dương và Ấn Độ Dương. Nó có thể dài đến 65 cm. Nó có hình oval và bao phủ bởi các gai nhỏ. Nó có bề ngoài trông như bản đồ. Thức ăn loài cá này gồm có tảo, san hô, bọt biển, các loài sống đuôi, loài giáp xác và động vật thân mềm.
Như nhiều loài cá nóc gai khác, loài này rất độc không thể dùng làm thực phẩm được.